# Azar Karadaş
Azar Karadaş est un footballeur norvégien, né le 9 août 1981 à Nordfjordeid en Norvège devenu entraîneur. 
Azar Karadaş évolue depuis 2012 au Sogndal Fotball, où il occupe le poste d'attaquant.

## Biographie
Karadaş commence sa carrière dans le club norvégien Eid IL, il est transféré en 1999 au SK Brann.
Le 13 mars 2002 Karadas signe à Rosenborg, recevant des menaces de mort durant son transfert. Dans son nouveau club, ses performances lui vaut une convocation pour l'équipe espoirs de la Norvège. Il encore renforcé sa réputation en marquant deux buts contre l'Inter Milan lors d'un match de la Ligue des champions, qui se termine par un match nul à domicile 2 buts partout. Le Roda JC, Liverpool et l'Udinese sont intéressés par Karadaş mais c'est le Benfica Lisbonne qui achète le joueur de 23 ans, qui signe un contrat de quatre ans avec le club portugais.
Après une saison au Benfica Lisbonne, où il a marqué quatre buts et a aidé l'équipe à remporter le championnat national après 11 ans sans le gagner, Karadas est prêté à Portsmouth pour la saison 2005-2006. Sa reprise de volée a aidé Portsmouth menacé de relégation, a réalisé un match nul crucial un but partout contre Bolton Wanderers, c'était à la fois son point fort et son unique but en 20 apparitions avec le club.
Le 16 juin 2006 un communiqué norvégien indique que le Benfica Lisbonne et le SK Brann s'étaient entendus sur un transfert de Karadas vers ce dernier. L'accord a été spéculé pour valoir 695 000 £ (1 020 000 €), où il allait abandonner des primes de 435 000 £ que le Benfica lui devait. Seul son contrat personnel était un problème, car le joueur a refusé de renoncer à la compensation de 350 000 £ qui devait lui être versée chaque fois qu'il est vendu du Benfica Lisbonne.
Bien qu'il soit déclaré indésirable au Benfica Lisbonne, Karadas y retourne après que son transfert à Brann est tombé à l'eau. Le 16 août 2006 des nouvelles annoncent qu'il est en négociation avec le FC Kaiserslautern, qui venait d'être relégué en deuxième division. Les clubs ont finalement convenu d'un prêt d'un an, négocié par son oncle qui est aussi son agent.
Karadaş fait ses débuts dans le football allemand, le 27 août 2006 sur une victoire 2 buts à 0 à domicile face au  SC Paderborn 07. Le 9 septembre, il marque son premier but pour sa nouvelle équipe, lors d'une victoire 2 buts à 0 face aux amateurs 1. FC Gera 03 pour le premier tour de la Coupe d'Allemagne. Son premier but en championnat est venu 20 jours plus tard lors d'un match nul 1 but partout face à SpVgg Unterhaching, son unique but en championnat. Il a également été expulsé après avoir pris deux cartons jaunes lors du derby local contre le FC Cologne, qui s'est terminée sur un match nul 2 buts partout.
Le 24 août 2007 Karadaş signe un contrat avec SK Brann, pour une seconde fois avec le club. Lors de son retour au Brann Stadion, lors d'un match contre le Sandefjord Fotball le 2 septembre 2007, il a été accueilli comme un héros avec bannière sur laquelle est marqué « Vi Hatet deg så mye, fordi vi elsker deg så Hoyt! » (Nous te détestons tant, parce que nous t'aimons tellement!). La saison se termine par la victoire en championnat, avec quatre buts en huit apparitions.
Le 1er septembre 2009 Karadaş signe un contrat de trois ans avec le Kasimpaşaspor, marquant une fois en sept apparitions pour sa première saison. Le 27 mai 2012, il  inscrit un but décisif qui permet à son équipe de revenir dans l'élite, lors d'un match de play-off contre l'Adanaspor.
Karadaş rejoint Sogndal IF en août 2012, sur un accord à court terme. Il a été blessé dès le début, et a donc joué seulement sept matchs de championnat. Après avoir été libre pendant trois mois, il décide de retourner dans ce même club en février 2013, le quittant à la fin de la saison, et pour y retourner une troisième fois en 2014.

## Carrière
| Saison                | Club                  | Championnat           | Championnat | Championnat | Coupe nationale | Coupe nationale | Coupe de la Ligue | Coupe de la Ligue | Supercoupe | Supercoupe | Compétition(s) continentale(s) | Compétition(s) continentale(s) | Compétition(s) continentale(s) | Norvège | Norvège | Total | Total |
| Saison                | Club                  | Division              | M.          | B.          | M.              | B.              | M.                | B.                | M.         | B.         | Comp.                          | M.                             | B.                             | M.      | B.      | M.    | B.    |
| 1999                  | SK Brann              | Tippeligaen           | -           | -           | -               | -               | -                 | -                 | -          | -          | -                              | -                              | -                              | -       | -       | 0     | 0     |
| 2000                  | SK Brann              | Tippeligaen           | -           | -           | -               | -               | -                 | -                 | -          | -          | C3                             | 2                              | 2                              | -       | -       | 2     | 2     |
| 2001                  | SK Brann              | Tippeligaen           | -           | -           | -               | -               | -                 | -                 | -          | -          | C3                             | 2                              | 0                              | 1       | 0       | 3     | 0     |
| 2002                  | Rosenborg             | Tippeligaen           | -           | -           | -               | -               | -                 | -                 | -          | -          | C1                             | 8                              | 2                              | -       | -       | 8     | 2     |
| 2003                  | Rosenborg             | Tippeligaen           | -           | -           | -               | -               | -                 | -                 | -          | -          | C1+C3                          | 4+4                            | 2+1                            | 2       | 1       | 10    | 4     |
| 2004                  | Rosenborg             | Tippeligaen           | -           | -           | -               | -               | -                 | -                 | -          | -          | C3+C1                          | 1+1                            | 1+0                            | -       | -       | 2     | 1     |
| 2004 - 2005           | Benfica Lisbonne      | Liga ZON Sagres       | 27          | 4           | 1               | 0               | -                 | -                 | 1          | 0          | C1+C3                          | 1+6                            | 0+2                            | 5       | 0       | 41    | 6     |
| 2005 - 2006           | Portsmouth            | Premier League        | 17          | 1           | 2               | 0               | 1                 | 0                 | -          | -          | -                              | -                              | -                              | 1       | 0       | 21    | 1     |
| 2006 - 2007           | FC Kaiserslautern     | 2. Bundesliga         | 11          | 1           | 2               | 1               | -                 | -                 | -          | -          | -                              | -                              | -                              | -       | -       | 13    | 2     |
| 2007                  | SK Brann              | Tippeligaen           | -           | -           | -               | -               | -                 | -                 | -          | -          | C3                             | 6                              | 1                              | -       | -       | 6     | 1     |
| 2008                  | SK Brann              | Tippeligaen           | -           | -           | -               | -               | -                 | -                 | -          | -          | C3+C1+C3                       | 2+4+1                          | 0+0+0                          | 1       | 0       | 8     | 0     |
| 2009                  | SK Brann              | Tippeligaen           | 19          | 3           | -               | -               | -                 | -                 | -          | -          | -                              | -                              | -                              | -       | -       | 19    | 3     |
| 2009 - 2010           | Kasimpaşaspor         | Spor toto Süper Lig   | 7           | 1           | -               | -               | -                 | -                 | -          | -          | -                              | -                              | -                              | -       | -       | 7     | 1     |
| 2010 - 2011           | Kasimpaşaspor         | Spor toto Süper Lig   | 16          | 0           | 4               | 0               | -                 | -                 | -          | -          | -                              | -                              | -                              | -       | -       | 20    | 0     |
| 2011 - 2012           | Kasimpaşaspor         | Ptt 1.Lig             | 14          | 1           | 3               | 2               | -                 | -                 | -          | -          | -                              | -                              | -                              | -       | -       | 17    | 3     |
| 2012                  | Sogndal IF            | Tippeligaen           | 7           | 0           | -               | -               | -                 | -                 | -          | -          | -                              | -                              | -                              | -       | -       | 7     | 0     |
| 2013                  | Sogndal IF            | Tippeligaen           | 27          | 4           | 4               | 1               | -                 | -                 | -          | -          | -                              | -                              | -                              | -       | -       | 31    | 5     |
| 2014                  | Brann Bergen          | Tippeligaen           | 10          | 0           | 3               | 1               | -                 | -                 | -          | -          | -                              | -                              | -                              | -       | -       | 13    | 1     |
| 2015                  | Brann Bergen          | Tippeligaen           | 27          | 3           | -               | -               | -                 | -                 | -          | -          | -                              | -                              | -                              | -       | -       | 27    | 3     |
| 2016                  | Brann Bergen          | Tippeligaen           | 24          | 5           | 1               | 0               | -                 | -                 | -          | -          | -                              | -                              | -                              | -       | -       | 25    | 5     |
| Total sur la carrière | Total sur la carrière | Total sur la carrière | 206         | 23          | 20              | 5               | 1                 | 0                 | 1          | 0          | -                              | 42                             | 11                             | 10      | 1       | 280   | 40    |

1. ↑  Jusqu'à juillet 2004.
2. ↑  À partir de juillet 2007.
3. ↑  À partir de septembre 2009.
4. ↑  À partir de août 2012.

## Palmarès
SK Brann :
- Champion de Norvège : 2007

 Rosenborg BK :
- Champion de Norvège : 2002, 2003
- Champion de la Coupe de Norvège : 2003

 Benfica Lisbonne : 
- Champion du Portugal : 2004